# Theophil Henry Hildebrandt
Theophil Henry Hildebrandt (24 juillet 1888 - 9 octobre 1980) est un mathématicien américain qui fait des recherches sur l'analyse fonctionnelle et la théorie de l'intégration.

## Biographie
Hildebrandt est né à Dover, Ohio, obtient son diplôme d'études secondaires à 14 ans et à 17 ans en 1905 reçoit son baccalauréat de l'Université de l'Illinois. En tant qu'étudiant diplômé à l'Université de Chicago, il obtient sa maîtrise en 1906 et son doctorat en 1910, avec une thèse A Contribution to the Foundations of Fréchet's Calcul Fonctionnel écrite sous la direction de EH Moore. Il devient instructeur à l'Université du Michigan en 1909, puis professeur titulaire en 1923, servant comme directeur du département de mathématiques de 1934 jusqu'à sa retraite en 1957. Il est le directeur de thèse de Ralph S. Phillips, Charles Earl Rickart et John Vrooman Wehausen.
En 1929, Hildebrandt reçoit le prix Chauvenet pour son article explicatif de 1926 The Borel theorem and its generalizations (Le théorème de Borel et ses généralisations). Il sert deux ans, 1945 et 1946, comme président de l'American Mathematical Society. L'Université du Michigan crée en 1962 en son honneur les instructeurs de recherche TH Hildebrandt, qui deviennent en 1974 des professeurs adjoints.
Hildebrandt, en tant qu'instructeur à l'Université du Michigan, s'inscrit à l'École de musique et obtient un diplôme en musique avec une majeure en orgue. Il joue de l'orgue dans son église locale. Il épouse Dora E. Ware en 1921 et ils ont quatre enfants.
Il est mort, âgé de 92 ans, à Ann Arbor, Michigan.

## Publications
- T. H. Hildebrandt, « On uniform limitedness of sets of functional operations », Bulletin of the American Mathematical Society, vol. 29, no 7,‎ 1923, p. 309–315 (DOI 10.1090/s0002-9904-1923-03730-0, MR 1560736)
- T. H. Hildebrandt, « Über vollstetige linear Transformationen », Acta Mathematica, vol. 51, no 1,‎ 1928, p. 311–318 (DOI 10.1007/bf02545664, MR 1555265)